# Boulder Pass
Der Boulder Pass (englisch für Felsbrockenpass) ist ein etwa 380 m hoch gelegener Gebirgspass auf Südgeorgien. Auf der Thatcher-Halbinsel liegt er zwischen dem Petrel Peak und den Andersson Peaks und stellt einen wichtigen Zugang von Grytviken zum Papua Beach dar.
Das UK Antarctic Place-Names Committee benannte ihn 2015 deskriptiv.